# Слэй, Барбара
Барбара Слэй (англ. Barbara Sleigh) — английская детская писательница и радиоведущая.

## Биография
Родилась в Бирмингеме, Англия. Её родители, художник Бернард Слэй и его жена Стелла, были методистами, но Барбара была воспитана как англиканка. Некоторое время они проживали в Чешеме, но затем снова вернулись в Бирмингем. Старший брат, Брокас Линвуд Слэй (1902-1965), тоже стал писателем.
Слэй получила педагогическое образование. В 1932 году начала работать над радиопередачей Children's Hour на BBC. В 1935 вышла замуж за своего коллегу, Дэвида Дэвиса (1908-1996). Так как правила компании не позволяли супругам работать в одном отделе, она уволилась и занялась писательством, кинокритикой, а также продолжала адаптировать книги для представлений на Children's Hour. У Дэвида и Барбары родились сын и две дочери.